# Aranysárga pókhálósgomba
Az aranysárga pókhálósgomba (Cortinarius gentilis) a pókhálósgombafélék családjába tartozó, Európában és Észak-Amerikában honos, savanyú talajú fenyvesekben élő, nem ehető gombafaj. 

## Megjelenése
Az aranysárga pókhálósgomba kalapja 2-6 cm széles, alakja eleinte kúpos-domború, majd domború, idősen lapos, közepén tompa púppal. Felszíne fiatalon deres, széle sárgásan pikkelykés, később sima, benőtten szálas. Erősen higrofán: színe nedvesen sötét narancssárga vagy vörösbarna, idősen datolyabarna; kiszáradva bézs vagy sárga színű. Szélén burokmaradványok lehetnek. 
Húsa vékony, színe barnássárga vagy vörösesbarna. Szaga gyenge, retekszerű, íze nem jellegzetes.
Kissé ritkás lemezei szélesen tönkhöz nőttek. Színük eleinte vörösessárga, később rozsdabarna. 
Tönkje 5-10 cm magas és 0,3-0,8 cm vastag. Alakja egyenletesen vastag vagy a tövénél némileg vékonyodó, néha kissé gyökerező, idősen üregesedik. Színe a csúcsánál sárga, lejjebb rozsdabarna. A lemezeket védő pókhálószerű, okkersárga kortina részlegesen a tönkre tapadhat.
Spórapora rozsdabarna. Spórája majdnem kerek vagy kissé megnyúlt, közepesen rücskös, mérete 7-8(9) x 5-6(7) µm.

### Hasonló fajok
A mérges pókhálósgomba, az oroszlánsárga pókhálósgomba, a narancsvörös pókhálósgomba, a fahéjbarna pókhálósgomba, a szálaskalapú nyálkásgomba, a vöröses nyálkásgomba hasonlíthat hozzá. 

## Elterjedése és termőhelye
Európában és Észak-Amerikában honos. 
Fenyvesekben található meg, inkább savanyú talajon. Augusztustól októberig terem. 
Nem ehető és súlyos mérgezést okozó fajokkal könnyen összetéveszthető.  

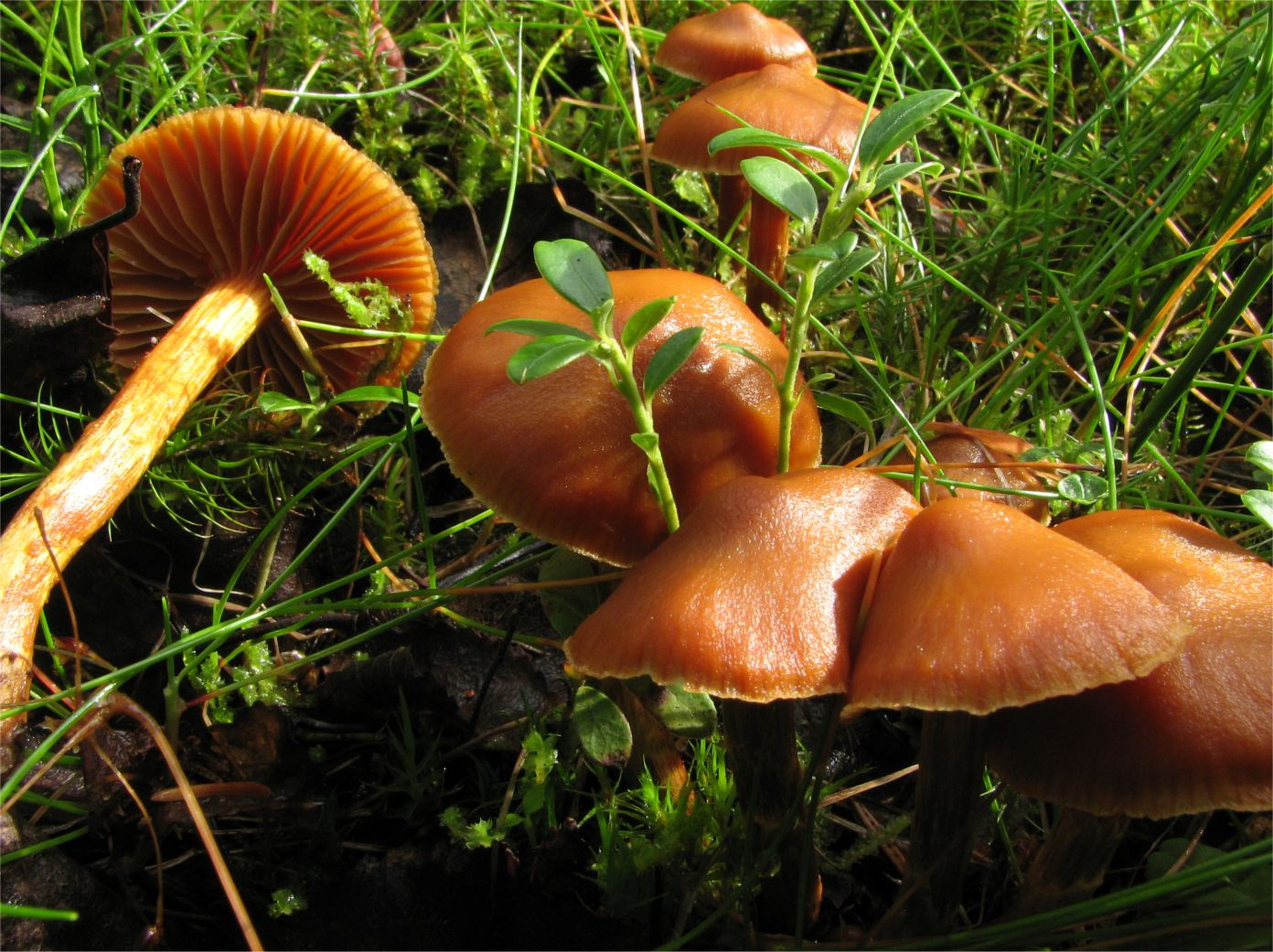
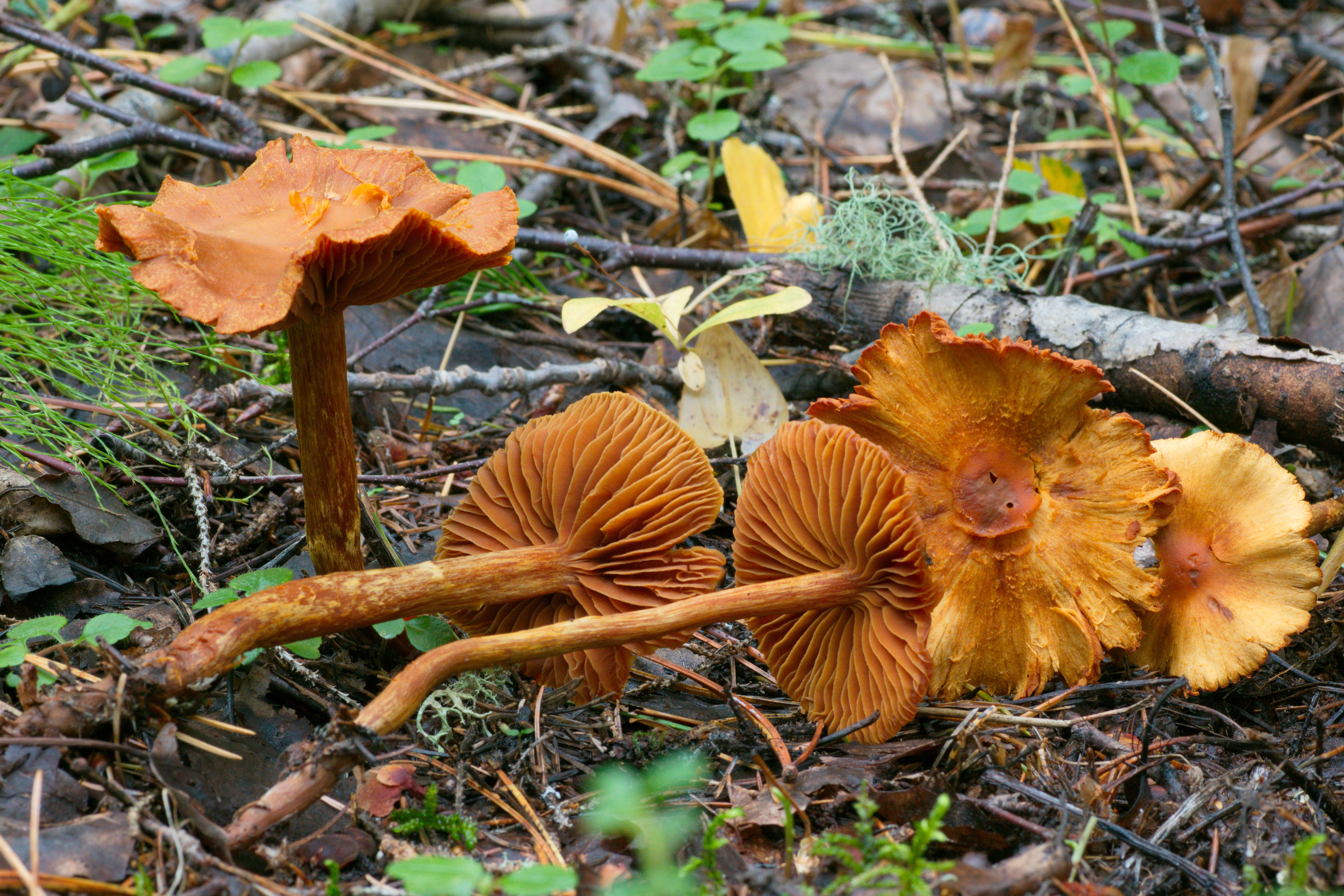
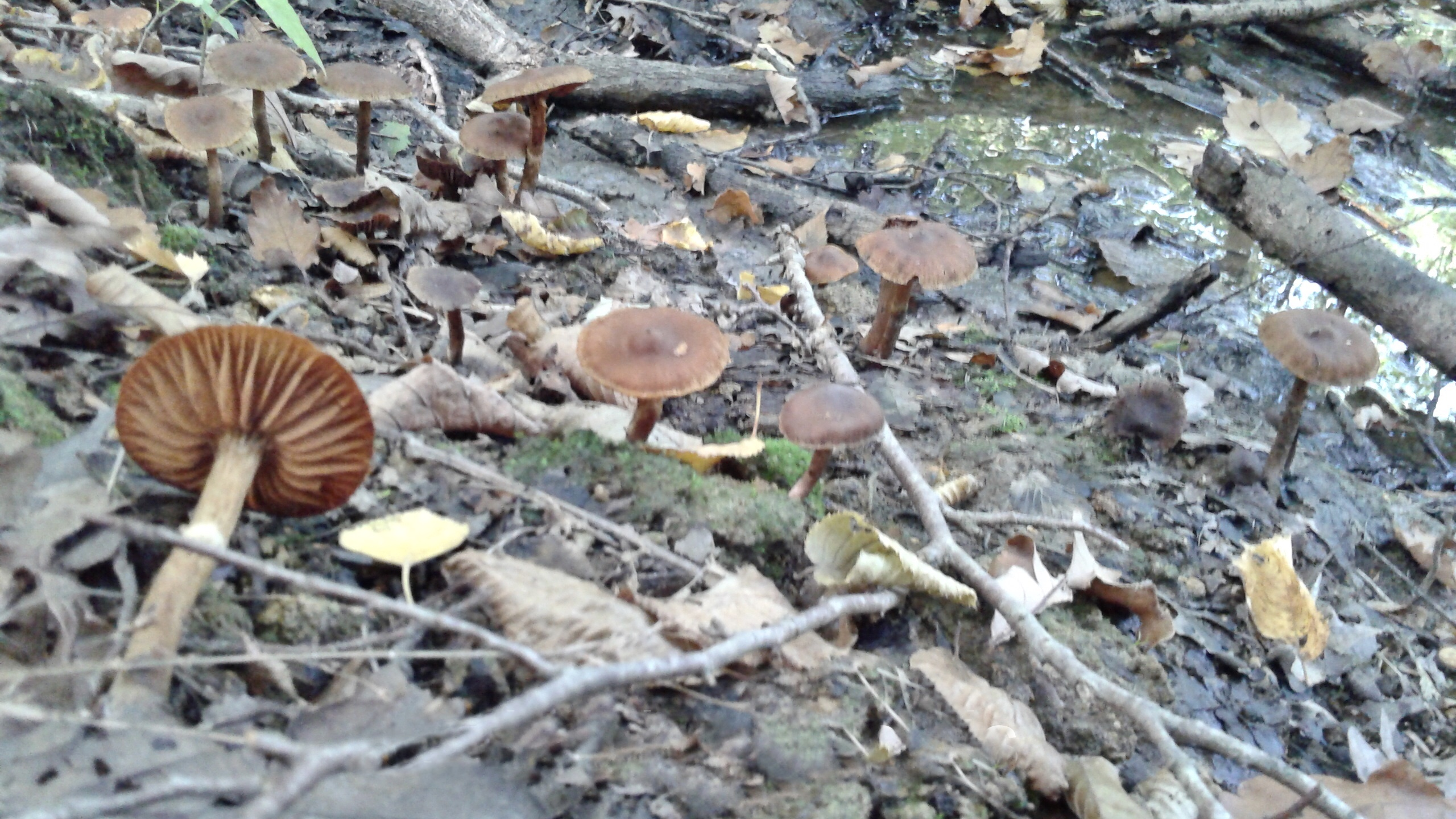
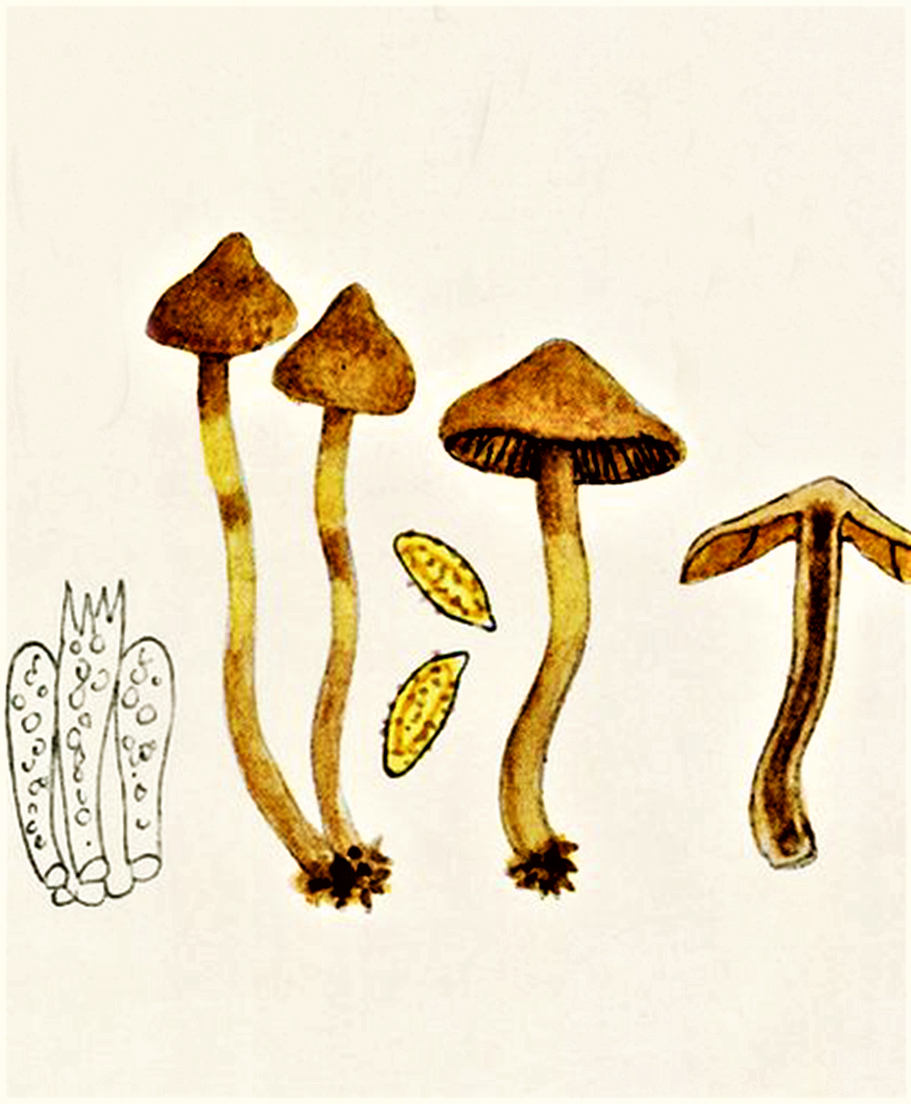